# Enes Koç
Enes Koç (* 22. Mai 2005) ist ein türkisch-österreichischer Fußballspieler.

## Karriere

### Verein
Koç begann seine Karriere beim SC Austria Lustenau. Bei Lustenau durchlief er auch sämtliche Altersstufen der Jugendabteilung. Zur Saison 2022/23 rückte er in den Kader der Amateure des Bundesligisten. Für diese debütierte er dann im August 2022 in der Vorarlbergliga. In seiner ersten Saison bei Lustenau II erzielte er drei Tore in 24 Saisonspielen.
Zur Saison 2023/24 rückte Koç dann in den Profikader. Sein Profidebüt gab er im Juli 2023 im ÖFB-Cup gegen die SPG Silz/Mötz. Sein Debüt in der Bundesliga folgte anschließend im August 2023, als er am vierten Spieltag jener Saison gegen den SK Sturm Graz in der 85. Minute für Namory Cisse eingewechselt wurde.

### Nationalmannschaft
Koç debütierte im Juni 2024 für die türkische U-19-Auswahl.